# Listenable Records
Listenable Records ist ein französisches Extreme-Metal-Label, das in Wimereux von Laurent Merle gegründet wurde. Der Hauptfokus liegt dabei auf Death-, Black- und Thrash Metal.

## Geschichte
Das Label wurde Anfang der 1990er-Jahre vom damaligen Studenten Laurent Merle gegründet, der ab 1987 als Fanzine-Autor tätig war. Er wollte limitierte Singles veröffentlichen und Bands wie Ritual Sacrifice, Immolation, Simdrome, Blasphemy, Repulsion oder Dead Conspiracy, die bisher nur auf Demos zu hören waren, bekannter zu machen. Merle, zu dieser Zeit noch Student, sparte etwas Geld und veröffentlichte den ersten 7-Inch-Tonträger. Seitdem wuchs das Label immer weiter und gewann internationale Vertriebspartner. Erfolgreiche Bands wie Immolation, Deranged, Soilwork und Aborted veröffentlichten Tonträger bei diesem Label. Besonders Gojira konnten in Frankreich für eine Band des Extrem-Metal-Genres ungewöhnliche Verkaufserfolge erzielen.

## Bands (Auswahl)
| - Aborted - Amaran - Ancient - Angtoria - Anorexia Nervosa - Betraying the Martyrs - Bloodjinn - Blind Dog - Centaurus-A - Chronus - Deranged | - Diabolique - Exhumed - Gardenian - General Surgery - Gojira - Grief of Emerald - Hacride - Hate - Immolation - Immortal - Incantation | - Koldborn - Luciferion - Lyzanxia - Marionette - Mors Principium Est - Panzerchrist - Satan - Scarve - Soilwork - Speed Kill Hate - Submission | - Svart Crown - Sybreed - Symbyosis - Textures - The Amenta - Theory in Practice - The Legion - Triumphator - Vile |

## Veröffentlichungen (Auswahl)
- 1991: Immortal – Immortal
- 1994: Luciferion – Demonication (The Manifest)
- 1998: Soilwork – Steelbath Suicide
- 2000: Soilwork – The Chainheart Machine
- 2000: Deranged – III
- 2001: Aborted – Engineering the Dead
- 2005: Gojira – The Link
- 2005: Gojira – From Mars to Sirius
- 2006: The Legion – Revocation
- 2006: Textures – Drawing Circles
- 2007: Immolation – Hope and Horror
- 2009: Gorod – Process of a New Decline
- 2011: Panzerchrist – Regiment Ragnarok